# Charlie's Angels (telessérie de 1976)
Charlie's Angels (Os Anjos de Charlie (título em Portugal) ou As Panteras (título no Brasil)) é uma série de televisão norte-americana produzida por Aaron Spelling e Leonard Goldberg para a emissora ABC, levada ao ar em cinco temporadas de 1976 a 1981. Foi criada por Spelling, Goldberg, Ivan Goff e Ben Roberts, possuindo 158 episódios no total.  O enredo centra-se nas aventuras de três mulheres trabalhando para uma agência de detetive privada em Los Angeles, Califórnia.
Apesar das críticas mistas e uma reputação de ser meramente "Jiggle TV" (enfatizando especificamente o apelo sexual de suas protagonistas), Charlie's Angels teve grande popularidade com o público e esteve no top 10 das avaliações do Nielsen nas duas primeiras temporadas. Na terceira temporada, no entanto, a série caiu do top 10. A quarta temporada viu uma queda ainda maior nas classificações. A série foi finalmente cancelado em 1981, após cinco temporadas. A série mantém um status cult na cultura popular com lançamentos em DVD e subsequentes remakes na TV e cinema.
Em agosto de 2023, a plataforma Pluto TV passou a disponibilizar, gratuitamente, a série As Panteras com dublagem em português.

## Trama
O seriado contava com três atrizes que interpretaram corajosas e inteligentes mulheres ao desempenhar suas personagens na Agência de Detetives chamada "Charles Townsend", a qual era o nome do próprio "chefe". Esse passava uma impressão misteriosa, pois jamais seu rosto foi visto contracenando, exceto ao último episódio, ou seja, desde a estreia até o penúltimo episódio, a sua forma de comunicação com as detetives para delegação das missões ocorria por meio do Viva-voz (função ainda muito sofisticada e seletiva para a época das gravações). Assim, ficava a cargo do personagem John Bosley, pessoa da confiança do "chefe", a tratativa pessoal com as detetives Sabrina Duncan, Kelly Garrett, Jill Munroe, Kris Munroe, Tiffany Welles e Julie Rogers.

## Elenco e personagens
- Jaclyn Smith: Kelly Garret (1-5.)
- Cheryl Ladd: Kris Munroe (2-5)
- Kate Jackson: Sabrina Duncan (1-3)
- Farrah Fawcett: Jill Munroe (1, 2-4 apenas como coadjuvante)
- Shelley Hack: Tiffany Welles (4)
- Tanya Roberts: Julie Rogers (5)
- David Doyle: John Bosley (1-5)
- John Forsythe: Charles (Charlie) Townsend (1-5)

### Mudanças no elenco

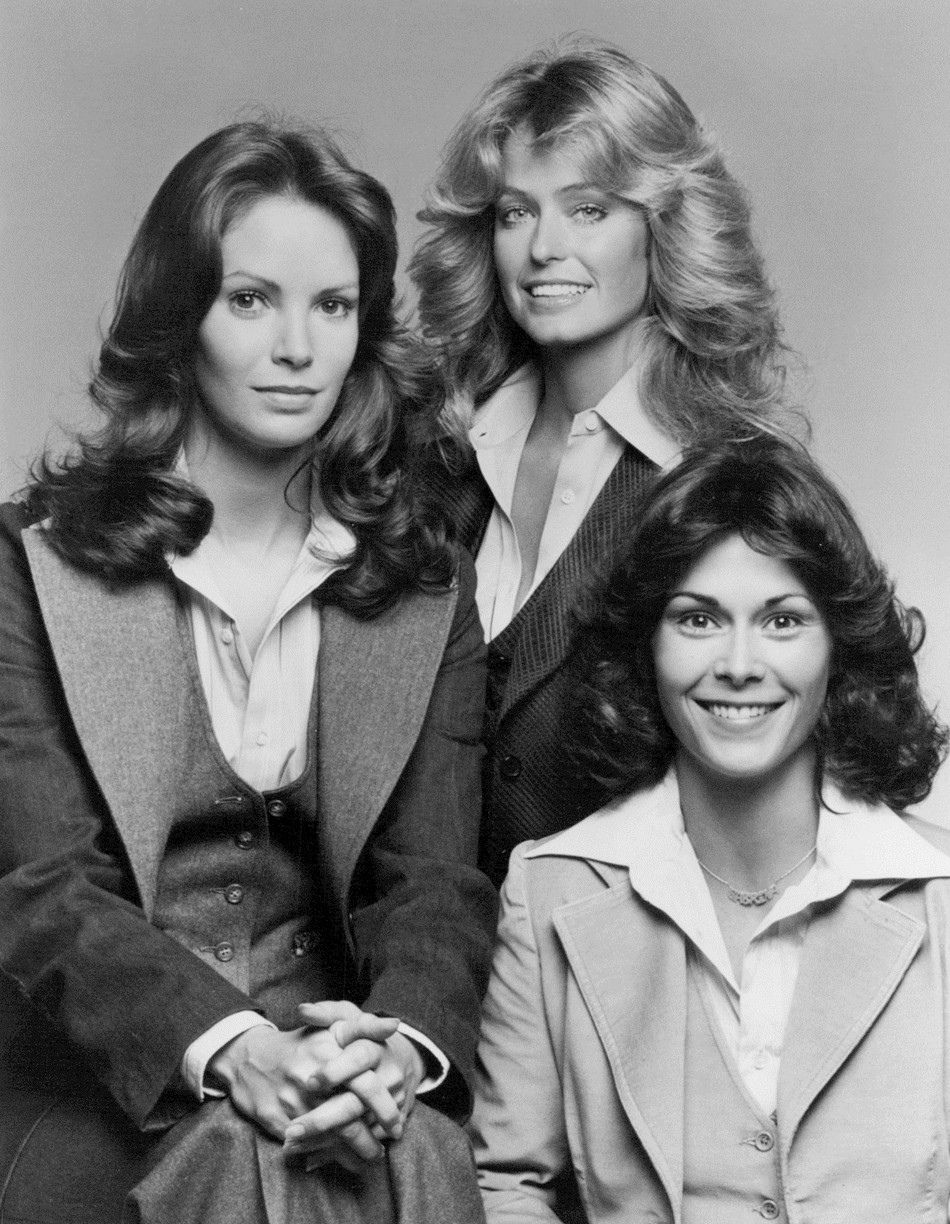
Foto da primeira formação em 1976: com Jaclyn Smith, Farrah Fawcett-Majors, e Kate Jackson.

Ao longo de seus cinco anos consecutivos, Charlie’s Angels teve uma série de mudanças de elenco altamente divulgadas. A primeira delas ocorreu na primavera de 1977, logo após a conclusão da primeira temporada. Fawcett renunciou o papel em 4 de maio de 1977. A decisão da Fawcett de não retornar para uma segunda temporada desencadeou uma ação judicial contra a atriz pela ABC e Spelling.
Durante o hiato de verão de 1977 da série, ABC e Fawcett entraram em uma batalha legal sobre seu contrato. No início da série, todas as três atrizes assinaram contratos de cinco anos, e a rede insistiu que todas cumprissem os seus compromissos. Os parceiros comerciais Leonard Goldberg e Aaron Spelling tentaram chegar a um acordo com a Fawcett e os seus agentes. Goldberg e Spelling tinham arranjado para ela fazer um filme durante o hiato de verão, e sua escolha sobre mostras subseqüentes da televisão e miniseries. A ABC até concordou em aumentar o seu salário de $5,000 para $8,000 por semana, mas recusou essas ofertas.A ABC a liberou relutantemente de seu contrato de série no verão de 1977. No entanto, ela foi designada para outro contrato com a ABC, afirmando que desde que ela deixou seu contrato quatro anos mais cedo que ela iria voltar para a série mais tarde em sua corrida para seis aparições convidado. Fawcett retornaria como Jill Munroe em 'Charlie’s Angels' para três participações na terceira temporada, e novamente voltou para mais três na quarta temporada.

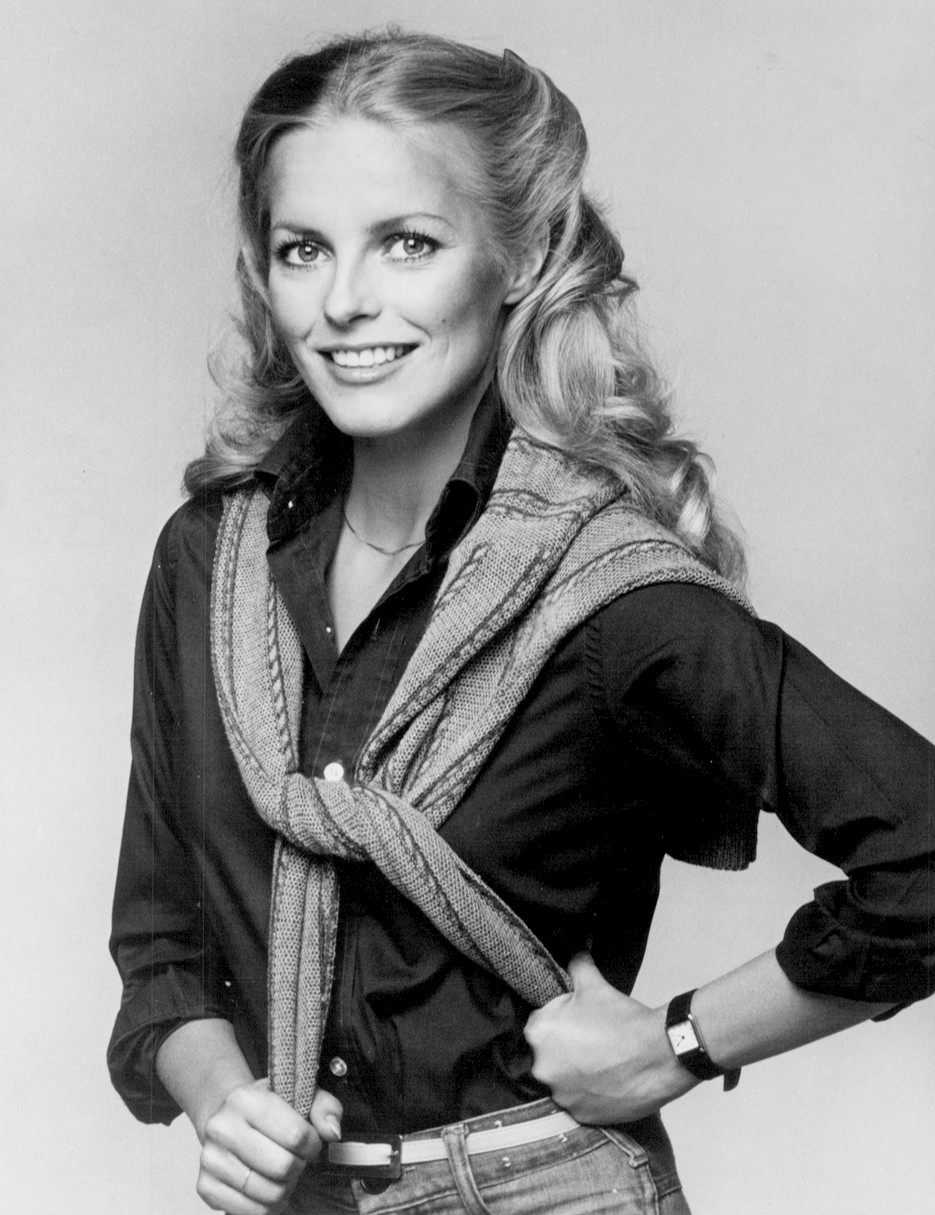
Cheryl Ladd em 1977 como Kris Munroe

Depois que Fawcett saiu da série, a ABC começou a procurar a sua substituta. Os executivos eventualmente notaram a atriz Cheryl Ladd e ofereceram a ela um teste. Inicialmente, Ladd recusou a oportunidade do teste, mas depois de impressionar com os executivos do estúdio, ela cedeu. Embora os executivos tenham notado que Ladd era inexperiente, eles viram a promessa em seu desempenho e assinaram um contrato de quatro anos. Em um esforço para manter a propaganda que a série teve com Fawcett, a ABC colocou Ladd na série como irmã da personagem de Fawcett, San Francisco a pós-graduada na academia de polícia, chamava-se Kris Munroe.

Apesar de uma recepção mista dos críticos no início da segunda temporada em setembro de 1977, a série perdeu apenas uma pequena porcentagem de sua audiência com a introdução de Ladd, Mas Kate Jackson acreditava que a inclusão de Ladd prejudicava consideravelmente a série. Supostamente durante a série Jackson e Ladd nunca se deram bem uma com o outra.

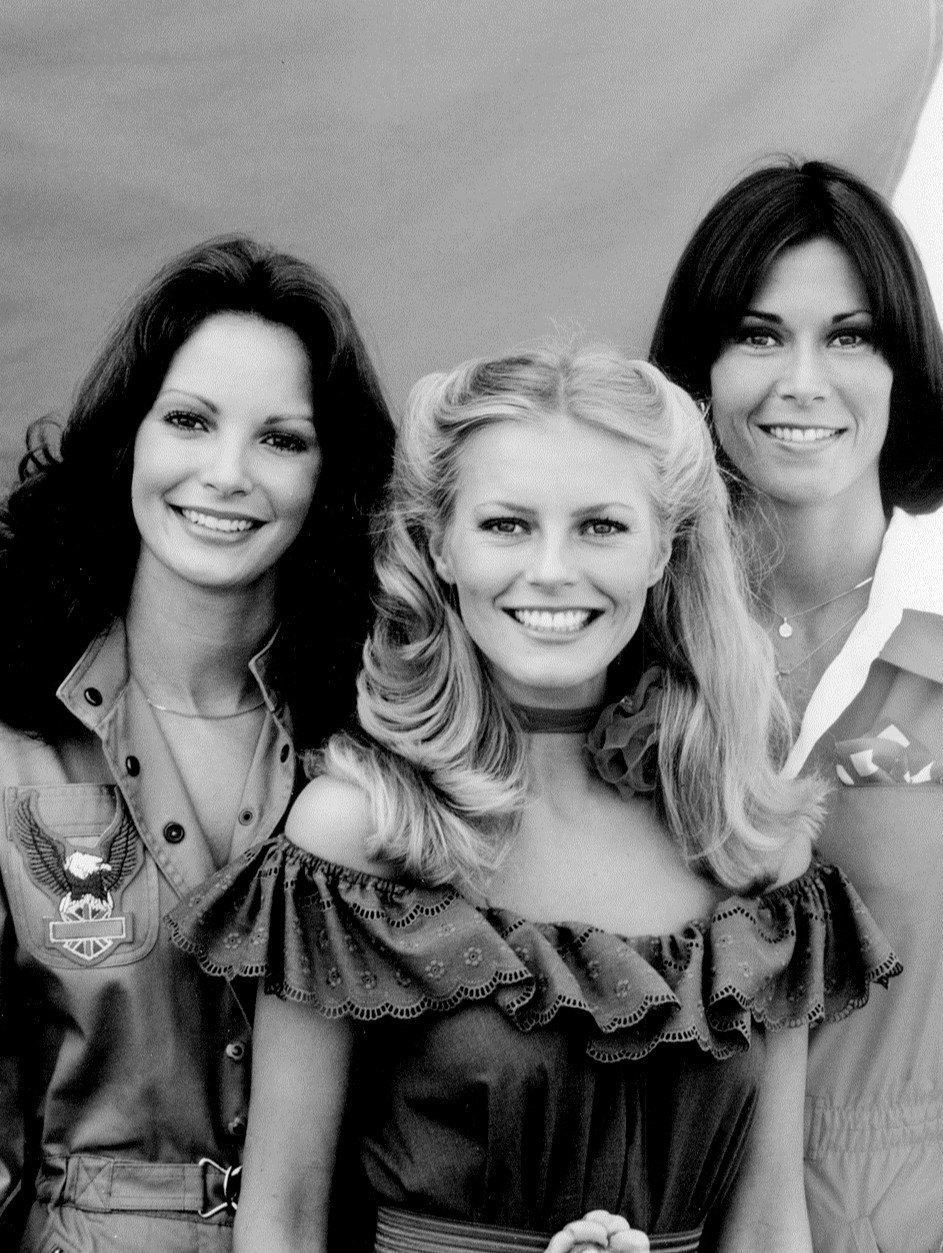
Foto da segunda formação em 1977: com Jaclyn Smith, Cheryl Ladd e Kate Jackson.

As classificações caíram durante a terceira temporada, Jackson começou a reclamar sobre a qualidade da série está diminuindo gradativamente e afirmou que inicialmente a série focada em "trabalho clássico detetive", mas tinha se tornado mais de uma "história policial da semana".
Durante a terceira temporada, Jackson foi oferecido o papel de Joanna Kramer em Kramer vs. Kramer (1979) com Dustin Hoffman, mas os produtores se recusaram a reorganizar o cronograma de filmagem para permitir Jackson tivesse tempo livre para filmar o filme (a parte de Joanna finalmente foi para Meryl Streep, que ganhou um Óscar por seu desempenho). Perturbada com esta situação e sua opinião negativa, Jackson tornou-se muito problematica (admitiu, “eu suponho que eu causei alguns problemas.”), a produção da série resolveu deixar Jackson sair da série.
Após a saída de Jackson no início do verão de 1979, várias atrizes em ascensão foram consideradas para o papel, incluindo Barbara Bach, Connie Sellecca, Shari Belafonte, e recém-chegada da época Michelle Pfeiffer. Pfeiffer era uma das favoritas de alguns dos produtores, entretanto, seu teste mostrou que seus talentos eram inexperientes na area da atuação e foi reprovada. Os produtores da ABC testaram Shelley Hack e lançá-la como substituição de Jackson. O produtor Spelling adorou a ideia da manchete "The Charlie Girl Becomes A Charlie’s Angel".

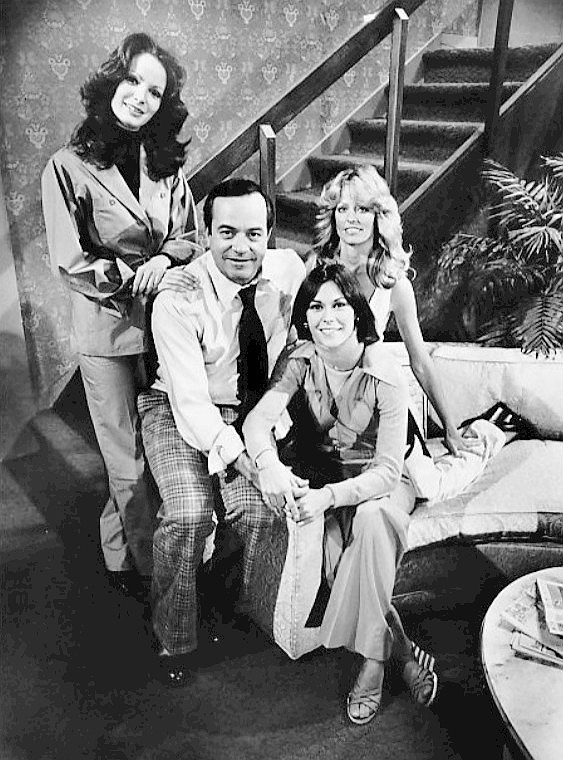
Foto do elenco em 1977.

Hack estreou na quarta temporada da série como Tiffany Welles, uma elegante pós-graduação da polícia de Boston. Na contratação de Hack, prioridade Spelling para a quarta temporada foi "trazer de volta o glamour" No entanto, depois de um pico inicial nas classificações, eles começaram a cair, é assim, em uma tentativa de revitalizar a queda classificações e recuperar popularidade, ABC quebrou o contrato de Hank em fevereiro de 1980. Em uma entrevista com People, Hack disse, "Eles podem dizer que eu não trabalhei, mas não é verdade. O que aconteceu foi uma guerra de rede. Foi tomada uma decisão empresarial. Mude o horário ou traga alguma publicidade nova. Como obter publicidade? Uma nova caça ao anjo. Quem é a pessoa óbvia para substituir? Eu sou a nova criança no bloco."
Durante as convocatórias para substituição de Hack, cerca de dois mil candidatos foram entrevistados. Após uma série de compromissos falsos, a ABC selecionou o modelo e ex-instrutor de dança Tanya Roberts. Roberts estreou na estreia da quinta temporada como Julie Rogers, uma lutadora de rua e modelo de New York, mas o episódio da estreia da temporada atraiu avaliações suaves. Ela foi retratada na capa da revista People, e foi destaque em um artigo em torno da série. O artigo, intitulado "É o Jiggle Up?" perguntou se Roberts poderia salvar Charlie’s Angels do cancelamento. O executivo Brett Garwood declarou: "Esperamos manter o show para o próximo ano, mas nada é certo." Entre Novembro de 1980 e Junho de 1981, a série foi emitida em três diferentes faixas horárias e as suas classificações diminuíram ainda mais, pelo que a ABC cancelou o programa na Primavera de 1981.